# 環球數碼創意
環球數碼創意控股有限公司，簡稱環球數碼創意控股，以及環球數碼創意（英語：Global Digital Creations Holdings Limited，港交所：8271），於2002年由當時創辦人梁定雄（前總裁，也就是梁定邦弟弟）創立。
現時為首長四方（集團）有限公司旗下，董事長及總裁為李少峰。總部位於香港北角健康東街39號柯達大廈2期20樓1-7室。現時業務在國內經營文化產業園、三維動畫創作與製作、三維動畫人才培訓及數碼影院解決方案。
該股份在2003年8月4日於香港交易所創業板上市。招股價為1港元，發行新股為6630萬股，集資額為6630萬港元。

## 連結
- GDC-World.com （页面存档备份，存于）